# Хенераль-Дееса
Хенераль-Дееса (исп. General Deheza) — город и муниципалитет в департаменте Хуарес-Сельман провинции Кордова (Аргентина). Название дано в честь генерала Романа Деесы, чьи останки покоятся на местном кладбище

## История
В 1874 году здесь была построена железная дорога.
В 1893 году здесь были основаны сельскохозяйственные колонии Хенераль-Кабрера и Ла-Агрикола. В 1905 году возле Ла-Агриколы была построена железнодорожная станция, получившая название «Хенераль-Дееса». По законам бюрократии, название станции перешло на населённый пункт.